# Cumulus

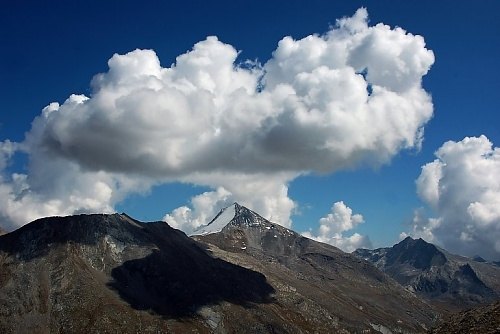
Cumulus

Cumulus (Cu), kumulus či kupa je druh oblaku, který charakterizuje vysoká hustota a ostré okraje, plochá základna a kupovitý, kadeřavý tvar. Vzniká v nižších polohách v důsledku kondenzace vlhkosti, která je obsažena ve stoupajících teplých proudech vzduchu. Cumuly obvykle nejsou zdrojem srážek, ale mohou se dále vyvíjet ve srážkový cumulus congestus a bouřkový cumulonimbus.
Cumuly jsou známé ve spojitosti se slunečným počasím, kdy stoupající proudy vznikají v důsledku ohřevu zemského povrchu slunečním zářením.

## Vznik

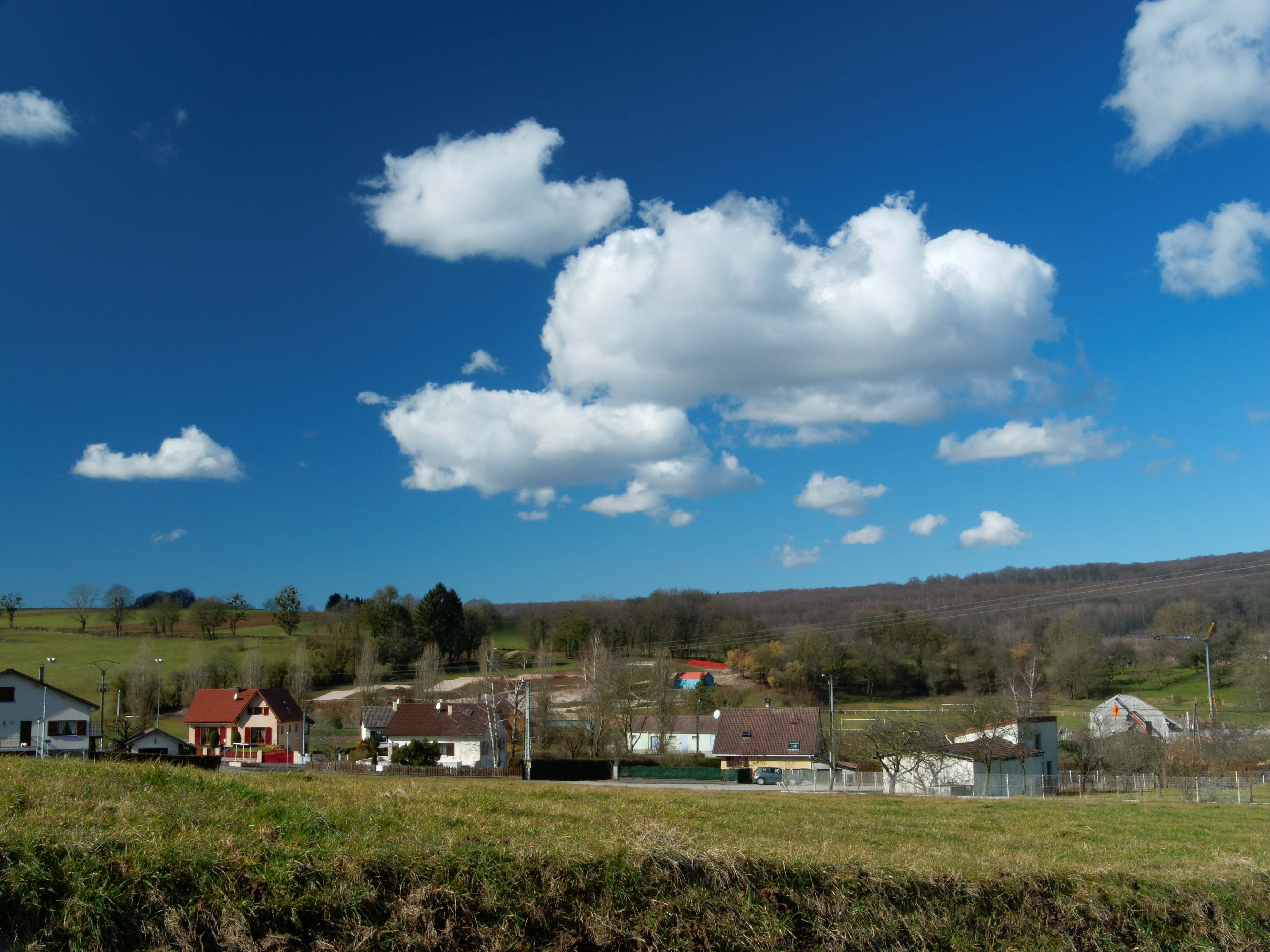
Cumulus humilis (nízká kupa)

Cumulus vždy vzniká v důsledku vzestupných proudů v atmosféře. Typicky dochází k těmto vzestupným proudům na studené frontě, nebo jde o termickou konvekci, přičemž v řadě případů jde o souhru obou vlivů: studená fronta s sebou sice přinese labilní teplotní zvrstvení, to je však jen jednou z podmínek vzniku konvekce, konvekci pak vyvolá nebo významně podpoří ohřev povrchu země sluncem a následný ohřev vzduchu od povrchu země, jako by šlo o normální termickou konvekci. Cumulus může vznikat i v důsledku vzestupu větru na horské překážce, tento způsob vzniku je v podmínkách České republiky méně typický a mohou v tomto případě vznikat i jiné typy oblaků. Ve všech případech je princip vzniku oblaku typu cumulus ten, že při vzestupu se masa vzduchu dostává do větší výšky, kde je nižší tlak okolní atmosféry a v důsledku toho dochází k rozpínání a následně k ochlazování stoupající masy vzduchu. V určité výšce klesne teplota stoupající masy vzduchu pod rosný bod a dojde ke kondenzaci vody ve stoupajícím vzduchu a vznikne oblak. Výška, kde kondenzaci dojde, je přesně daná působícími vlivy, v případě že jde o termickou konvekci, nazývá se tato výška konvektivní kondenzační hladina.

## Vzhled

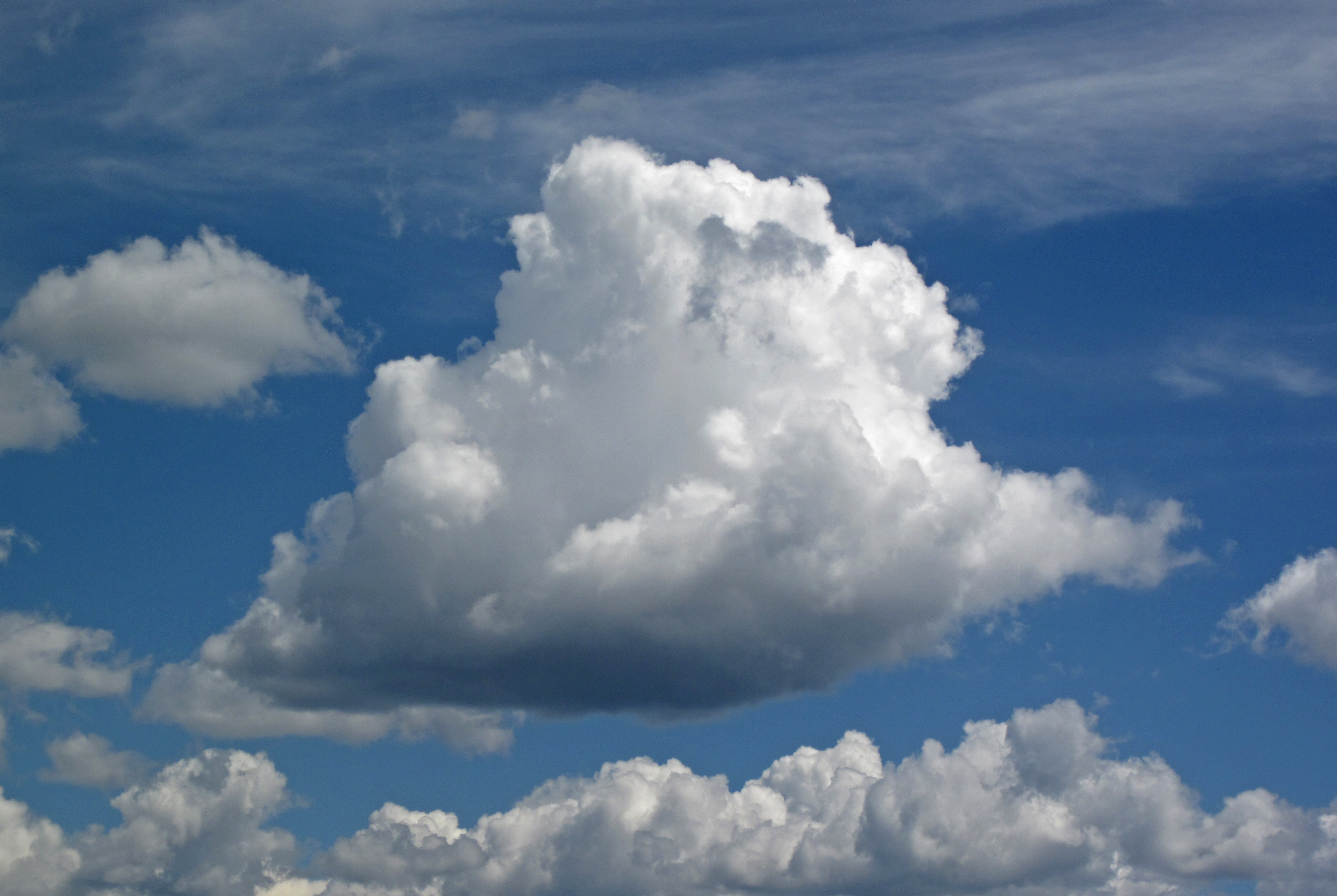
Cumulus mediocris (střední kupa)

Protože ke kondenzaci dochází v určité konkrétní výšce, je základna aktivního kumulu (tj. takového, který je stále stoupajícím vzduchem zdola zásobován vlhkostí) plochá a je ve stejné výšce jako u okolních cumulů. Protože základnu nahlížíme zdola, zatímco oblak je nasvícen shora a je pro světlo málo průsvitný, jeví se základna jako tmavá. Z toho též plyne, že cumuly vrhají na zemi stíny. Pro aktivní cumulus je dále charakteristická ostře ohraničená vrchní část, a ta se naopak obvykle jeví jako jasně bílá. Pokud vzestupný proud pod oblakem skončí, oblak přestane být dále zásobován vlhkostí a začne se rozpadat a ztrácet jasné kontury. Cumuly v pokročilém stádiu vývoje (viz níže) mívají aktivní části s ostrými konturami i neaktivní části, kde se rozpadají.

## Stádia vývoje

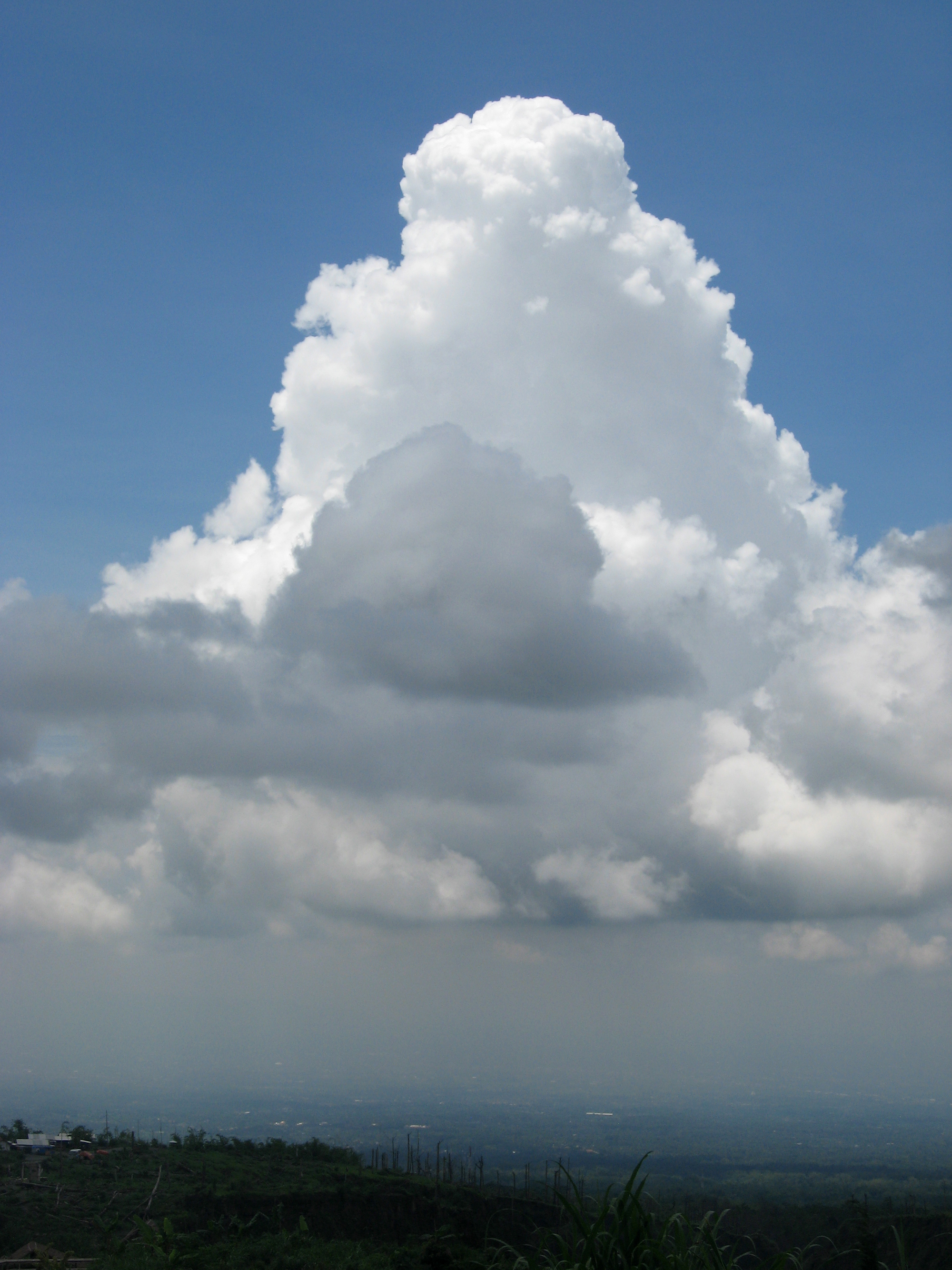
Cumulus congestus (mohutná kupa)

Podle toho, jak dlouho je cumulus zásobován vlhkostí, prochází postupně následujícími stádii vývoje:
- Cumulus humilis Plochý oblak cumulus (znatelně širší než vyšší) o horizontálním rozměru několik metrů, maximálně desítek metrů, připomíná tvarem květák či bochánek.
- Cumulus mediocris Středně rozvinutý oblak cumulus, obvykle je stejně rozsáhlý vertikálně i horizontálně v rozsahu několika set metů.
- Cumulus congestus Rozvinutý oblak cumulus o vertikální mocnosti řádu km.

Obecně však cumulus neprojde těmito stádii všemi, ve chvíli, kdy přestane být zásobován vlhkostí, začne se rozpadat a vzniká cumulus fractus, nebo některý z oblaků altocumulus. Za další může v určité fázi zpomalit nebo úplně zastavit vertikální vývoj oblaku cumulus přítomnost zádržné vrstvy v atmosféře. Pokud naopak všechny podmínky pro další rozvoj oblaku přetrvávají i ve stádiu cumulus congestus, vzniká cumulonimbus. Dále poznamenejme, že při kondenzaci vody v oblaku se uvolňuje latentní teplo. Od stadia cumulus mediocris může toto latentní teplo způsobovat další vzestup vzduchu a do oblaku se tak dostane další vzduch zdola. Oblak si tak vlastně sám vytváří podmínky pro další rozvoj.
Z důvodů uvedených v části Vznik je pro vývoj oblaku cumulus charakteristický denní chod, obvykle se během světlé části dne rozvíjí a nejpozději přes noc se obvykle rozpadne. Rozvoj oblaku cumulus během noci nastává v podmínkách České republiky jen velmi výjimečně.

## Srážky
Cumulus je obvykle zdrojem srážek až ve stadiu cumulus congestus a tento oblak je typickým zdrojem letních přeháněk. Obecně srážky z oblaku cumulus mají vždy charakter přeháněk, množství srážek však může být velmi vysoké a může se jednat i o přívalové srážky.

## Cumulus a letectví
Cumulus je pro bezmotorové létání vyhledávaným typem oblaku, neboť je-li aktivní, je pod ním vzestupný proud vzduchu, který bezmotorovému létajícímu prostředku umožní stoupat. Pro ostatní formy letectví může být vnímán naopak nelibě, neboť vzestupné proudy vzduchu představují jeden ze zdrojů turbulencí.